# 부에노스아이레스주
부에노스아이레스주(스페인어: Provincia de Buenos Aires)는 아르헨티나 동부에 있는 주이다. 면적 307,571 km2, 인구 14,917,940 (2007). 주도는 라플라타이다. 아르헨티나의 수도 부에노스아이레스는 이 주에 속하지 않으며, 별도의 연방 특별구를 형성하고 있다.
파라나강 남쪽, 라플라타강 하구에 위치하며, 동쪽은 대서양에 면한다. 라플라타 강 건너편으로는 우루과이와 마주보고 있다. 서쪽에 약간 높은 지대가 있으나, 전체적으로는 팜파스로 불리는 평탄한 지대에 속한다. 남동쪽으로는 살라도 강이 흘러 평야를 적신다. 기후는 온대성이며, 강수량도 연중 고르게 분포하여 거주와 농목축업에 적합하다.
본래 인디언이 넓은 평야에서 가축을 기르며 살던 곳이었으나, 이들이 스페인 개척자들에 의해 추방된 후 식민지로 개발되기 시작했다. 비옥한 평야를 끼고 라플라타 강 수계의 수운을 이용한 교통상의 이점으로 이 곳은 아르헨티나의 중심지가 되었다. 19세기 스페인으로부터 독립한 후 그 지위를 놓고 분쟁이 잦았으나, 차츰 안정되어 1862년 주가 되었다. 1880년 아르헨티나의 수도가 된 부에노스아이레스는 특별구로 이 주와 분리되었으며, 이에 따라 주도는 라플라타로 옮겨졌다. 이후 유럽 각국에서 이민이 몰려들면서 개발은 더욱 촉진되었고, 세계적인 밀, 쇠고기 생산지로 크게 발전하였다.
아르헨티나의 주 중 가장 넓고 인구 또한 가장 많으며, 최대의 생산력을 자랑하는 부유한 주이다. 밀, 쇠고기를 비롯하여, 옥수수, 낙농제품, 닭, 양 등의 생산이 많으며, 부에노스아이레스 부근에는 채소나 과일 재배도 활발하다. 주요 도시에는 공업도 발달되어 있다. 부에노스아이레스를 중심으로 방사선 형태로 철도와 도로가 뻗어 있다.
행정구역은 134개의 자치단체로 나뉘며, 이 주의 자치단체는 특별히 파르티도(스페인어: partido)라고 한다. 주도 라플라타 외의 주요 도시로는 마르델플라타, 바이아블랑카가 있으며, 최근에는 수도 부에노스아이레스 부근의 위성도시가 발달하고 있다.

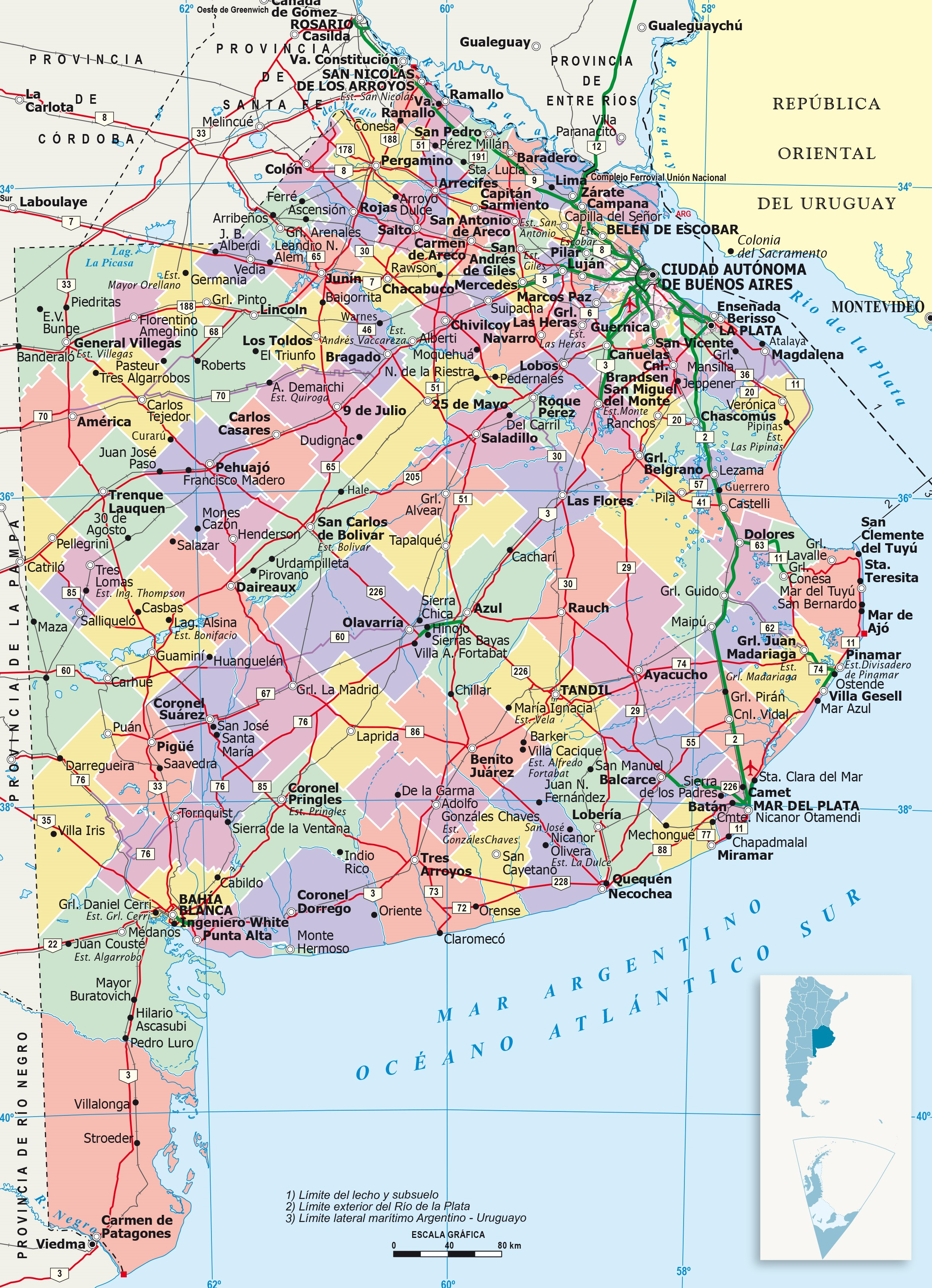
부에노스아이레스 주의 행정구역